# Karl Taro Greenfeld
Karl Taro Greenfeld (1964, Kobe, Japón) es un periodista y autor conocido sobre todo por sus artículos sobre la vida en el Asia moderna en las revistas de París. Él es el hijo del escritor judío americano Josh Greenfeld y la escritora japonesa Fumiko Kometani, y él creció en Los Ángeles y fue a la universidad en Nueva York, graduado del Sarah Lorenzo en 1987.
Es autor de tres libros sobre Asia, Speed Tribes: Days and Nights with Japan's Next Generation and Standard Deviations: Growing Up and Coming Down in the New Asia y el recién publicado China Syndrome: The True Story of the 21st Century's First Great Epidemic (El síndrome de China: La verdadera historia de la primera gran epidemia del siglo XXI)sobre el desbloqueo del virus del SARS. Fue el director Editorial del diario de Tokio Journal antes de ser responsable de la edición para Asia de la revista Time entre 2001 y 2004, y en la actualidad es columnista en Sports Illustrated.
Su hermano menor Noah era el tema de la trilogía de los libros de Greenfeld "Noah" (Un niño llamado Noah, Un lugar para Noah, y Un cliente llamado Noah); estos libros son también una crónica indirecta de la niñez de Greenfeld.

## Obra
- Dr. J: The Autobiography (w/ Julius Erving). Harper. 2013. ISBN 978-0062187925.
- Triburbia. Harper. 2012. ISBN 978-0062132390.
- NowTrends. Short Flight/Long Drive Books. 2011. ISBN 978-0-9825301-5-3.
- Boy Alone. Harper. 2009. ISBN 978-0061136672.
- China Syndrome. Harper. 2006. ISBN 978-0060587222.
- Standard Deviations. Random House. 2002. ISBN 978-0812992694.
- Speed Tribes. Harper. 1994. ISBN 0060926651.